# Meridianville
Meridianville és una concentració de població designada pel cens dels Estats Units a l'estat d'Alabama. Segons el cens del 2000 tenia 4.117 habitants.

## Demografia
Segons el cens del 2000, Meridianville tenia 4.117 habitants, 1.492 habitatges, i 1.250 famílies. La densitat de població era de 101,6 habitants/km².
Dels 1.492 habitatges en un 40,5% hi vivien nens de menys de 18 anys, en un 72,8% hi vivien parelles casades, en un 8,8% dones solteres, i en un 16,2% no eren unitats familiars. En el 14,7% dels habitatges hi vivien persones soles el 4,6% de les quals corresponia a persones de 65 anys o més que vivien soles. El nombre mitjà de persones vivint en cada habitatge era de 2,76 i el nombre mitjà de persones que vivien en cada família era de 3,05.
Per edats la població es repartia de la següent manera: un 27,5% tenia menys de 18 anys, un 6,3% entre 18 i 24, un 31,4% entre 25 i 44, un 25,1% de 45 a 60 i un 9,6% 65 anys o més.
L'edat mediana era de 38 anys. Per cada 100 dones hi havia 97,7 homes. Per cada 100 dones de 18 o més anys hi havia 96,1 homes.
La renda mediana per habitatge era de 54.766 $ i la renda mediana per família de 61.367 $. Els homes tenien una renda mediana de 42.274 $ mentre que les dones 29.241 $. La renda per capita de la població era de 23.626 $. Aproximadament el 2,9% de les famílies i el 4,2% de la població estaven per davall del llindar de pobresa.

## Poblacions properes
El següent diagrama mostra les poblacions més properes.